# لانجينيغ
لانجينيغ (بالألمانية: Langenegg) هي بلدية في أقصى غرب النمسا بولاية فورارلبرغ، ويبلغ عدد سكانها 1,200 نسمة.